# Bukowina (Pogórze Przemyskie)
Bukowina – zalesiony szczyt o wysokości 603 m n.p.m., na Pogórzu Przemyskim w masywie Suchego Obycza.